# Bitwa na Dogger Bank (1781)
Bitwa na Dogger Bank – starcie zbrojne, które miało miejsce 5 sierpnia 1781 roku podczas IV wojny angielsko-holenderskiej.
Wraz z przystąpieniem Holandii do antybrytyjskiej koalicji, rząd angielski został zmuszony do wycofania części swej floty z innych rejonów na Morze Północne, by chronić swą flotę handlową prowadzącą handel z krajami bałtyckimi.
Bitwa stoczona została na ławicy Dogger Bank między angielską eskadrą (7 liniowców i 5 fregat) dowodzoną przez wiceadmirała Hyde Parkera, a holenderską eskadrą (7 liniowców i 10 mniejszych okrętów) dowodzoną przez wiceadmirała Johana Zoutmana.
Eskadra angielska ochraniała konwój liczący 200 statków handlowych płynących z Bałtyku do Anglii, natomiast eskadra holenderska chroniła konwój liczący 70 statków płynący z Holandii na Bałtyk. 
Brytyjska eskadra składała się, z wyjątkiem trzech, ze starych okrętów różnej wielkości i możliwości manewrowania. Okręty holenderskie też nie były w dobrym stanie. Kurs obydwu flot prowadził do spotkania, w związku z czym Parker oddzielił liniowce od konwoju i ruszył pełną prędkością na przeciwnika, korzystając z pozycji nawietrznej. Holenderski admirał pozostał przy ochranianych statkach handlowych, ustawił jednak swoje okręty w linii od strony przeciwnika i spokojnie oczekiwał nadpływających Brytyjczyków. Brytyjskie okręty pod dopłynięciu do przeciwnika w pośpiechu wchodziły do akcji, ustawiając się jak najbliżej wroga. Przez błąd Parkera, płynącego na czwartym w kolejności okręcie, który dążył do zaatakowania nieprzyjacielskiej jednostki flagowej, piątej w szyku, linie się przesunęły: ostatni okręt brytyjski pozostał bez przeciwnika, a w awangardzie Holendrzy mieli przewagę. 
Walka była bardzo zaciekła, jednak żadna ze stron nie zdołała uzyskać przewagi. Okręty ostrzeliwały się od godziny 8 rano do 11:35, kiedy to floty wykonały zwrot: Brytyjczycy, by utrzymać swoją nawietrzną pozycję, Holendrzy skręcili zaś ku Texel. Obie strony walczyły dzielnie, ale ostatecznie bitwa pozostała nierozstrzygnięta. W walce Anglicy stracili 108 zabitych i 339 rannych, Holendrzy natomiast – 142 zabitych i 403 rannych. Jeden holenderski liniowiec, „Hollandia”, zatonął następnego dnia wskutek odniesionych uszkodzeń.
Eskadra holenderska wraz z konwojem statków handlowych wróciła do portów macierzystych, gdzie Holendrzy ogłosili swe zwycięstwo. Teoretycznie mieli słuszność, gdyż utrzymali się na polu bitwy, podczas gdy nieprzyjaciel wycofał się. W rzeczywistości konwój holenderski wrócił do Holandii i nie dotarł do Bałtyku, podczas gdy angielskie statki handlowe dotarły do Anglii. Już do końca wojny holenderskie statki handlowe nie potrafiły dotrzeć do Bałtyku, a przyczyną tego była coraz większa liczba kursujących po Morzu Północnym okrętów angielskich.

## Ordre de bataille
Spis według Clowes, s. 505
|  | Brytyjczycy Okręty liniowe „Berwick” , 74 działa – komandor John Ferguson „Dolphin” , 44 działa – komandor William Blair „Buffalo” , 60 dział – komandor William Truscott „Fortitude” , 74 działa – komandor George Robertson, okręt flagowy adm. Parkera „Princess Amelia” , 80 dział – komandor John Macartney „Preston” , 50 dział – komandor Alexander Graeme „Bienfaisant” , 64 działa – komandor Richard Brathwaite Fregaty dołączone do floty „Artois” , 40 dział – komandor John MacBride „Latona” , 38 dział – komandor Hyde Parker „Belle Poule” , 36 dział – komandor Philip Patton „Cleopatra” , 32 działa – komandor George Murray „Surprise” , 14 dział, kuter – porucznik Peter Rivett Okręty pozostające przy konwoju „Iphigenia” , 32 działa – komandor Charles Hope „Tartar” , 28 dział – komandor Robert Sutton „Cabot” , 14 dział, bryg – kapitan Henry Cromwell „Alert” , 14 dział, kuter – kapitan James Vashon „Leith” , 20 dział, statek uzbrojony – kapitan Peter Rothe „Busy” , 14 dział, kuter – porucznik William Furnivall „Sprightly” , 14 dział, kuter – porucznik J. B. Swan | Holendrzy Okręty liniowe „Erfprins”, 54 działa – komandor A. Braak „Admiraal Generaal”, 74 działa – komodor Jan Hendrik van Kinsbergen „Argo”, Frigate, 44 działa – komandor A. C. Staering „Batavier”, 54 działa – komandor W. J. Bentinck „Admiraal de Ruijter”, 68 dział – komandor Staringh, okręt flagowy adm. Zoutmana „Admiraal Piet Hein”, 54 działa – komandor W. van Braam „Holland”, 68 dział – komandor S. Dedel (zatonął po bitwie) Fregaty dołączone do floty „Bellona”, 36 dział – komandor Haringcarspel Decker „Dolfijn”, 24 działa – komandor Mulder „Ajax”, 20 dział – komandor Grave van Welderen „Eensgezindheit”, 36 dział – komandor Bouritius „Zephijr”, 36 dział – komandor Wiertz „Amphitrite”, 36 dział – komandor van Woensel Okręty pozostające przy konwoju „Medemblik”, 36 dział – komandor van Rijneveld „Venus”, 24 dział a– komandor Grave van Regteren „Spion”, 16 dział – kapitan Stutzer „Zwaluw”, 10 dział – kapitan Butger |